# جامعة الشرق الأوسط الأمريكية
جامعة الشرق الأوسط الأمريكية (بالإنجليزية: American University of the Middle East)‏ التي تُعرف اختصاراً باسم AUM، هي جامعة خاصة في الكويت في منطقة العقيلة في محافظة الأحمدي، تأسست في عام 2007، تقدم درجة البكالوريوس والدراسات العليا، وتمنح الجامعة درجة البكالوريوس في معظم تخصصات الهندسة منها الهندسة الصناعية والهندسة الميكانيكية والهندسة الكهربائية والهندسة الكيميائية والهندسة المعمارية والهندسة المدنية وايضا هندسة الكومبيوتر والتمويل والمحاسبة والتسويق وإدارة الموارد البشرية وإدارة نظم المعلومات، كما تمنح الجامعة أيضاً درجة الماجستير في إدارة الأعمال.
ويضم الحرم الجامعي المباني الدراسية؛ ومبنى الهندسة، والمكتبة والمدرج ومركز للمؤتمرات فتح في عام 2016. ومن بين وسائل الترفيه ملعب لكرة القدم المحترفين، وملاعب كرة السلة (سواءً في الهواء الطلق أو داخل القاعات)،وملاعب اسكواش، وصالة للألعاب الرياضية (منفصلة ما بين الذكور والإناث، بالإضافة إلى الطلاب والموظفين)، وممشى للركض، وركوب الدراجات، ومناطق وقوف السيارات الكبيرة والعديد من الكافيتريات والمطاعم منها كوستا، كاريبو، صبواي، كاف، تشوكليت بار، زعتر و زيت،اوبرا، ترولي، وبيك يو، وغيرها من المطاعم والبوثات التي تتواجد بشكل دوري في الحرم الجامعي. وتضم الأندية الرئيسية في الجامعة وهي نادي الفنون، ونادي الموسيقى، ونادي التصوير الفوتوغرافي، ونادي الروبوتات.